# ديمتري كوروبوف
ديمتري كوروبوف (بالروسية: Коробов, Дмитрий Александрович)‏ (10 يونيو 1994 في روسيا - ) هو لاعب كرة قدم روسي في مركز الوسط. لعب مع نادي أورال يكاترينبورغ وفاكل فارونيش ‏ وFC Sibir-2 Novosibirsk ‏ ونادي أكاديمية تولياتي لكرة القدم.

## وصلات خارجية
- ديمتري كوروبوف على موقع Soccerway.com (الإنجليزية)
- ديمتري كوروبوف على موقع عالم كرة القدم.نت (الإنجليزية)